# Werner Upmeier
Werner Upmeier (* 19. Januar 1944 in Stemmen) ist ein deutscher Unternehmer.

## Leben
Nach dem Abitur am Schiller-Gymnasium zu Hameln studierte er Volkswirtschaftslehre an der Universität Köln. Es folgte das Diplom-Examen 1967, und die Promotion zum Dr. rer. pol. bei Professor Schmölders 1970. Nach Tätigkeiten in der Immobilienwirtschaft und beim Bundesaufsichtsamt für das Kreditwesen gründete Werner Upmeier ein Wohnungsbau-Unternehmen. Nach der Wiedervereinigung gründete Werner Upmeier nördlich von Berlin einen ökologischen Landwirtschaftsbetrieb im Dorf Brodowin.
In der evangelischen Kirche hatte Werner Upmeier verschiedene Ehrenämter. 30 Jahre war er Vorstandsmitglied des Jerusalemsvereins.
1990 gründete er den „Bauverein Friedenskirche Potsdam“. Seit 1976 ist Werner Upmeier Mitglied der FDP. Von 1989 bis 1998 war er sowohl Landesschatzmeister in Berlin wie auch Vorsitzender des Bundesfachausschusses Stadtentwicklung und Wohnungsbau. Außerdem war er Mitglied im Landes- und Bundesfachausschuss Landwirtschaft. Seit 1978 ist Werner Upmeier Mitglied im Bundesverband Freier Immobilien- und Wohnungsunternehmer (BFW). Nach mehreren Jahren im Bundesvorstand war Werner Upmeier 1998–2001 Vorsitzender des Bundesverbandes. Er ist Ehrenmitglied des Verbandes.
Für sein kirchlich-soziales Engagement erhielt Werner Upmeier 1997 das Bundesverdienstkreuz am Bande. Für seine langjährige ehrenamtliche Tätigkeit in Verband, Partei und Kirche wurde Werner Upmeier 2012 das Bundesverdienstkreuz 1. Klasse verliehen. Für seine Verdienste um den ökologischen Landbau in Brandenburg wurde er 2017 mit dem Verdienstorden des Landes Brandenburg ausgezeichnet.